# Elección para gobernador de Kentucky de 2011
La elección para gobernador de Kentucky de 2011 tuvo lugar el 8 de noviembre. 

## Primaria republicana

### Candidatos
- Bobbie Holsclaw, secretaria del condado de Jefferson, 1998-2010, 2014 hasta el presente[2]
- Phil Moffett, empresario de Louisville[3] y activista del partido del té
- David L. Williams, presidente del Senado de Kentucky, 2000-2012; senador estatal 1987-2012

### Resultados
|  | 48.0 % |

|  | 38.0 % |

|  | 14.0 % |

|  | 100 % |

## Resultados
|  | 55.72 % |

|  | 35.29 % |

|  | 8.99 % |

|  | 100 % |

|  | 28.3 % |